# Cylindrepomus cyaneus
Cylindrepomus cyaneus là một loài bọ cánh cứng trong họ Cerambycidae.